# Heinrich Lossow

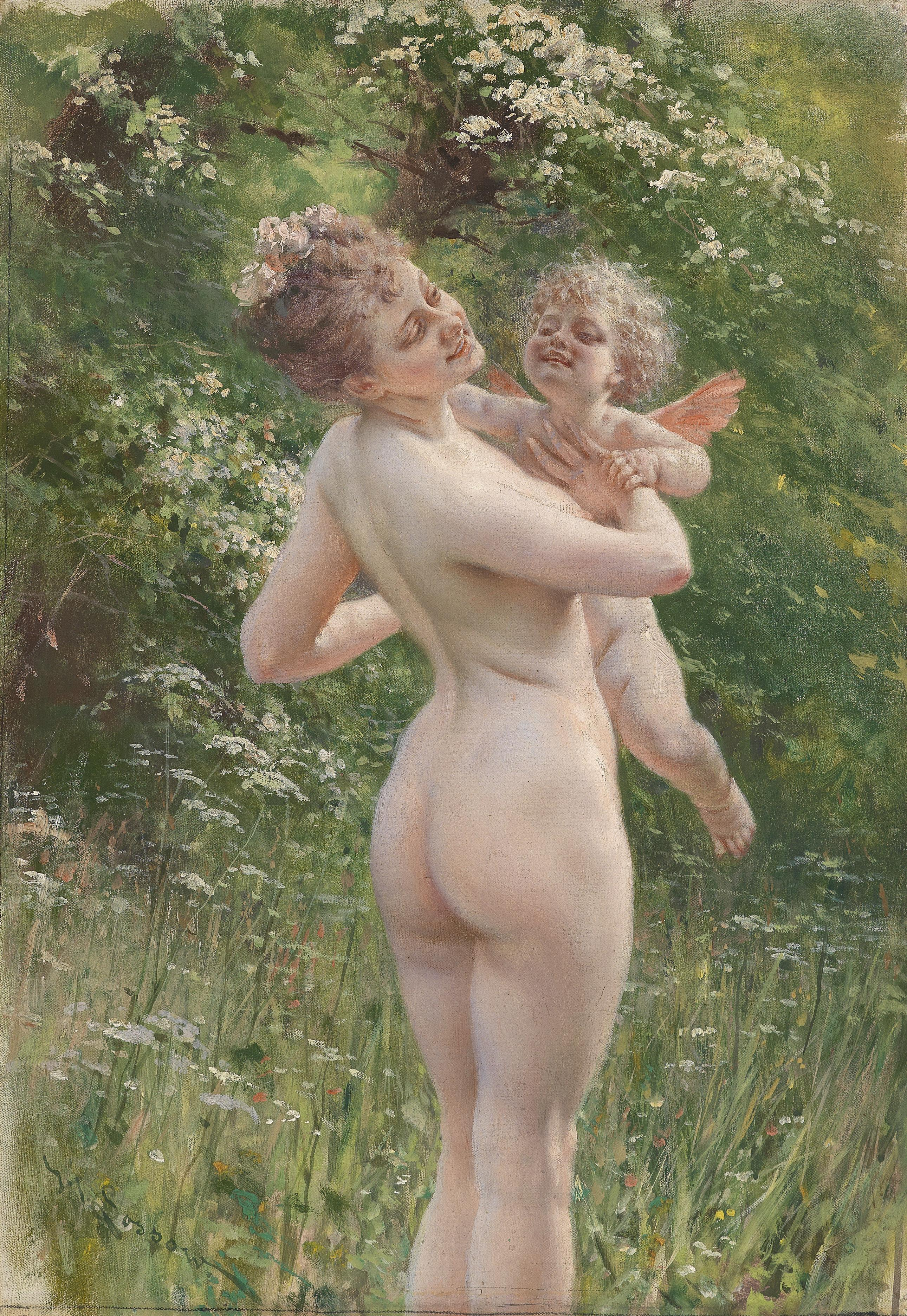
Liebesgeflüster (rond 1897)

Heinrich Lossow (München, 10 maart 1843 - Oberschleißheim, 19 mei 1897) was een Duits schilder van genrestukken en illustrator. In zijn vrije tijd maakte hij pornografische afbeeldingen.

## Biografie
De vader van Heinrich Lossow was Arnold Hermann Lossow, een beeldhouwer uit Bremen. In 1820 verhuisde vader Lossow naar München om te gaan studeren bij hoogleraar in beeldhouwkunst Ernst Mayer (1796-1844). In deze stad trouwde hij met zijn vrouw Frederike. Hun zoon Heinrich had twee oudere broers. Carl (1835) werd historisch schilder en Friedrich (1837) werd schilder van dieren. Heinrich zou hen beiden overleven.
Heinrich studeerde eerst bij zijn vader. Daarna ging hij studeren bij Carl Theodor von Piloty aan de Kunstacademie van München. Vervolgens reisde hij door Frankrijk en Italië om zijn kunst te perfectioneren.
Op die reizen deed hij veel indrukken en kennis van de ets-techniek op. Deze waren de basis voor meerdere werken die hij later in zijn atelier ging maken.
In zijn latere leven was Heinrich Lossow conservator van de kunstgalerie in kasteelcomplex Schleissheim nabij München.

## Erotiek

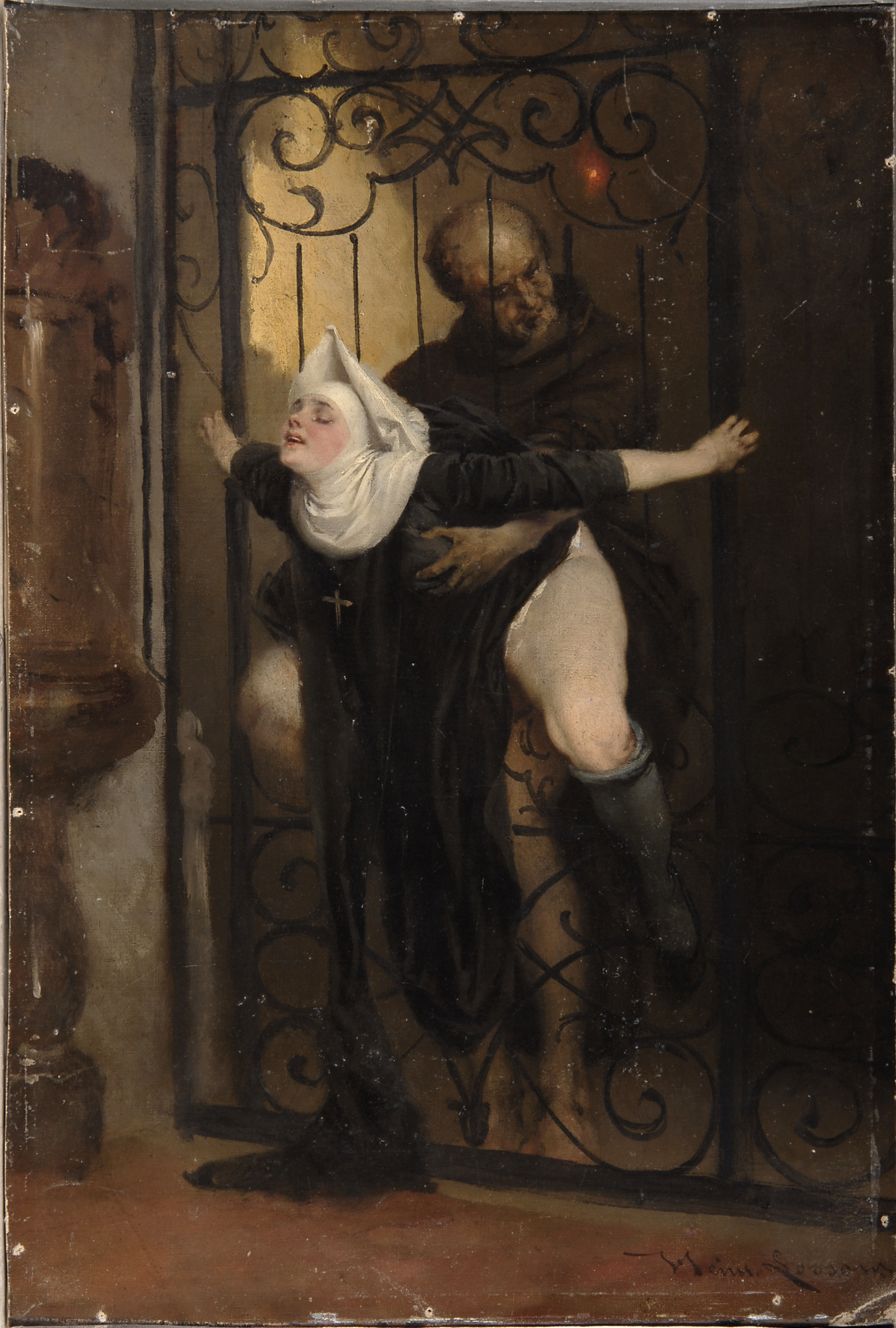
De Zonde van het Kastanjebanket.

Sommige werken van Lossow leunen tegen de rococo-stijl aan. Destijds werden deze beschouwd als pikant dan wel pornografisch. Een trouwe dienaar van zijn vrouw is een verzameling van acht erotische etsen. Hij signeerde deze in Parijs rond 1890 met het pseudoniem "Gaston Ferran". In zijn vrije tijd was hij een productief pornografisch tekenaar en schilder. Een bekend werk van hem De Zonde stamt uit 1880. Dit schilderij verwijst naar het Kastanjebanket. Dit bekende banket dan wel orgie werd op 30 oktober 1501 in het Vaticaan gehouden en georganiseerd door voormalig kardinaal Cesare Borgia, zoon van paus Alexander VI.

## Illustraties
Lossow was onder meer illustrator voor uitgevers, waaronder een voor een uitgave van De vrolijke vrouwtjes van Windsor van William Shakespeare. Zo ook voor vele Duitse romans waaronder Johann Wolfgang von Goethe en Kabale und Liebe (Intrige en liefde) van Friedrich Schiller.
Enkele overige werken van Lossow:
- Die Sphinx und der Dichter (Dichter Heinrich Heine) 1868.
- Flitterwochen (Wittebroodsweken) 1876.
- Triomphe de Cupidon. 12 dessins érotiques, 1881.

Enkele etsen uit de serie Trouwe dienaar van zijn vrouw.
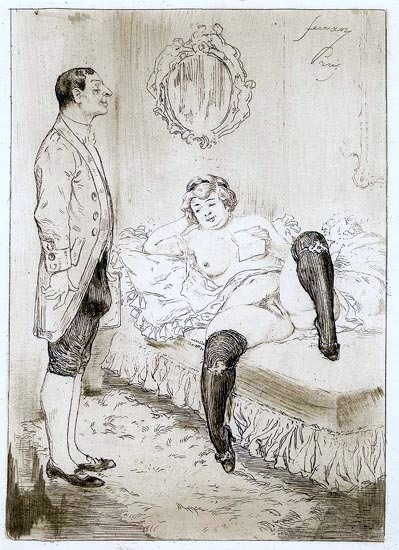
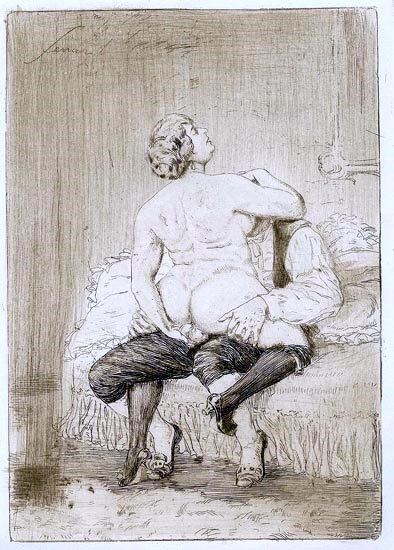
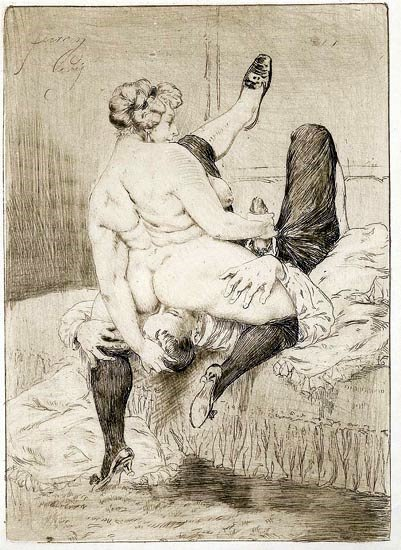